# Cephalotes olmecus
Cephalotes olmecus är en myrart som beskrevs av De Andrade 1999. Cephalotes olmecus ingår i släktet Cephalotes och familjen myror. Inga underarter finns listade.